# Кикин, Василий Петрович
Василий Петрович Кикин (? — 1676) — стольник, полковой воевода и дипломат, игравший во время царствования Алексея Михайловича видную роль в переговорах с Украиной.

## Биография
Представитель дворянского рода Кикиных. Младший из двух сыновей дворянина Петра Фёдоровича Кикина. Старший брат — стряпчий Иван Петрович Кикин (? — 1656).
Впервые В. П. Кикин упоминается в 1640 году в чине стольника. В 1654 году он был послан на Украину для принятия городов киевского полка «под государеву высокую руку».

«А во 1654 году, января в 13 день, по указу блаженныя памяти великого государя царя и великого князя Алексея Михайловича, всея Великия и Малыя и Белыя Росіи самодержца и по наказу, за приписью думнаго дьяка Лариона Лопухина, он Василий Петрович принял киевского полку двадцать один город: Васильков, Белогородку, Триполье, Обухов, Мотивиловка, Макаров, Бородянко, Гостомле, Вышгород, Дымерь, Ходосовка, Лесники, Преварка, Бровары, Рожавка, Острь, Карпиловка, Козелец, Бобровица, Заворочи, Чернобыль; и привел тех городов жителей к вере».
В августе 1654 года по царскому распоряжению В. П. Кикин сопровождал наказного нежинского полковника Василия Золотаренко с казацким корпусом из-под Смоленска под Витебск на соединение с русским войском под командованием боярина Василия Петровича Шереметева. Участвовал в бою с врагом в селе Новом, «с польскими и литовскими людьми бился». В июле 1655 года в награду получил от царя грамоту «с милостивою похвалою».
В 1656 году В. П. Кикин сопровождал казацкий корпус В. Н. Золотаренко в поход на Слуцк на соединение с армией боярина князя А. Н. Трубецкого.
В 1656—1657 годах стольник Василий Кикин неоднократно ездил с дипломатическими миссиями к украинскому гетману Богдану Хмельницкому и с наказом Посольского приказа: с сообщением Б. Хмельницкому об отправке царских послов на съезд для заключения перемирия с Польшей и установления русско-польской границы, о русско-шведских сношениях. о прибытии русских войск во главе с царём под Смоленск, сообщения гетману о занятии русскими войсками лифляндских городов и осаде Риги, а также выяснении Кикиным внешнеполитической обстановки вокруг Малороссии и внешних сношений гетмана, передача государственного жалования.
В феврале 1657 года В. П. Кикин направился к Богдану Хмельницкому с заездом по дороге к митрополиту Сильвестру Коссову с сообщением: о предоставлении киевскому митрополиту и гетману списков с документов Виленского соглашения, касающихся вопросов исповедания на территории Малороссии, о сообщении гетману царской похвалы, о ходе дел по возможному избрания московского царя на польский престол и содействия гетмана в этом, похвалы о должном характере переписки гетмана со шведским королём, а также выяснении Кикиным серьёзности болезни Богдана Хмельницкого.
В 1657 году царь Алексей Михайлович, не зная об избрании по смерти Богдана Хмельницкого новым гетманом Ивана Выговского, послал Василия Кикина на Украину с объявлением, что «его царское величество, известившись о неприязненных намерениях крымского хана, посылает на помощь казакам войско под начальством Ромадановского и Шереметева», сбора Рады в Киеве, а также выяснения существовавшего порядка выплаты жалования реестровым казакам, действий казаков против татар, обстановки и настроений в войске запорожском. По приезде на Украину В. Кикин безуспешно пытался примирить гетмана Ивана Выговского с полтавским полковником Мартыном Пушкарем. Но полтавские казаки запретили полковнику М. И. Пушкарю заключать мир, тогда последний, несмотря на увещания Кикина, напал на гетманский обоз, и в происшедшей тут схватке московский посол едва спасся бегством.
В начале 1658 года В. П. Кикин был отозван в Москву, вероятно, и для оправдания также от обвинений «в корысти», которые возводил на него запорожский кошевой атаман Иван Брюховецкий. В том же году В. П. Кикин был отправлен снова на Украину для разбора дела о злоупотреблениях московских воевод.
В 1660 году по царскому указу Василий Петрович Кикин ездил к главнокомандующему русской армией в Белоруссии, боярину князю Ивану Андреевич Хованскому «Тарарую».
В мае 1662 года В. П. Кикин был отправлен из Москвы с царским милостивым словом и жалованьем к запорожскому кошевому атаману Ивану Брюховецкому, размена или выкупа пленных, сборе Рады для выбора гетмана, о возможности выдачи денег казакам сверх жалования и их лояльности к верной службе царю, тайной выдаче части жалования Брюховецкому и Серко.
В сентябре 1664 года Василий Кикин был отправлен из Москвы в Серпухов и Тулу, где занимался сбором ратных людей для отражения ожидавшегося вторжения польско-литовских войск.
В 1664 году Василий Петрович Кикин командовал вспомогательным русским полком и совместно с левобережным гетманом И. М. Брюховецким участвовал в военных действиях на Правобережной Украине. Вместе с гетманом Иваном Брюховецким В. Кикин участвовал в походе на Чигирин и Канев, где принял участие в боях с поляками Стефана Чарнецкого, казаками правобережного гетмана П. Тетери и крымскими татарами. В. Кикин укрепился в Каневе и успешно отразил все вражеские приступы.
В мае 1667 года направлен к гетману войска запорожского Ивану Мартыновичу Брюховецкому с сообщением о нападении запорожских казаков на крымских гонцов отпущенных в Крым с русскими послами и их задержании в Сече, расследования данного дела и возвращения оставшихся в живых татарам лошадей и имущества, а также сопровождении царских послов до крымского г. Шекермень.
В августе 1668 года занимался организацией и отправкой из Смоленска в Киев собранных хлебных запасов, пороха, свинца и фитилей.
Скончался в 1676 году.

## Семья и дети
Был женат на Марии Михайловне Голохвастовой, от брака с которой имел четырёх сыновей:
- Пётр Васильевич Кикин, стольник
- Иван Васильевич Кикин, стольник
- Варфоломей Васильевич Кикин, стряпчий
- Александр Васильевич Кикин (казнён в 1718), один из соратников Петра Великого